# 나주 금성정의록
나주 금성정의록(羅州 錦城正義錄)은 대한민국 전라남도 나주시 노안면 용산리에 있는 조선시대의 필사본 기록물이다. 2006년 12월 27일 전라남도의 유형문화재 제286호로 지정되었다.

## 개요
나주 금성정의록(錦城正義錄)은 나주의 유림이던 겸산 이병수(1855～1941)가 1894년 동학농민혁명을 관군편에서 적은 기록과 1895년 을미년의 의병 등에 관한 기록을 필사한 것으로 나주 지역 동학과 의병운동을 이해하는 사료적 가치가 크다.

## 참고 자료
- 나주금성정의록 - 국가유산청 국가유산포털